# Michał Ruciak

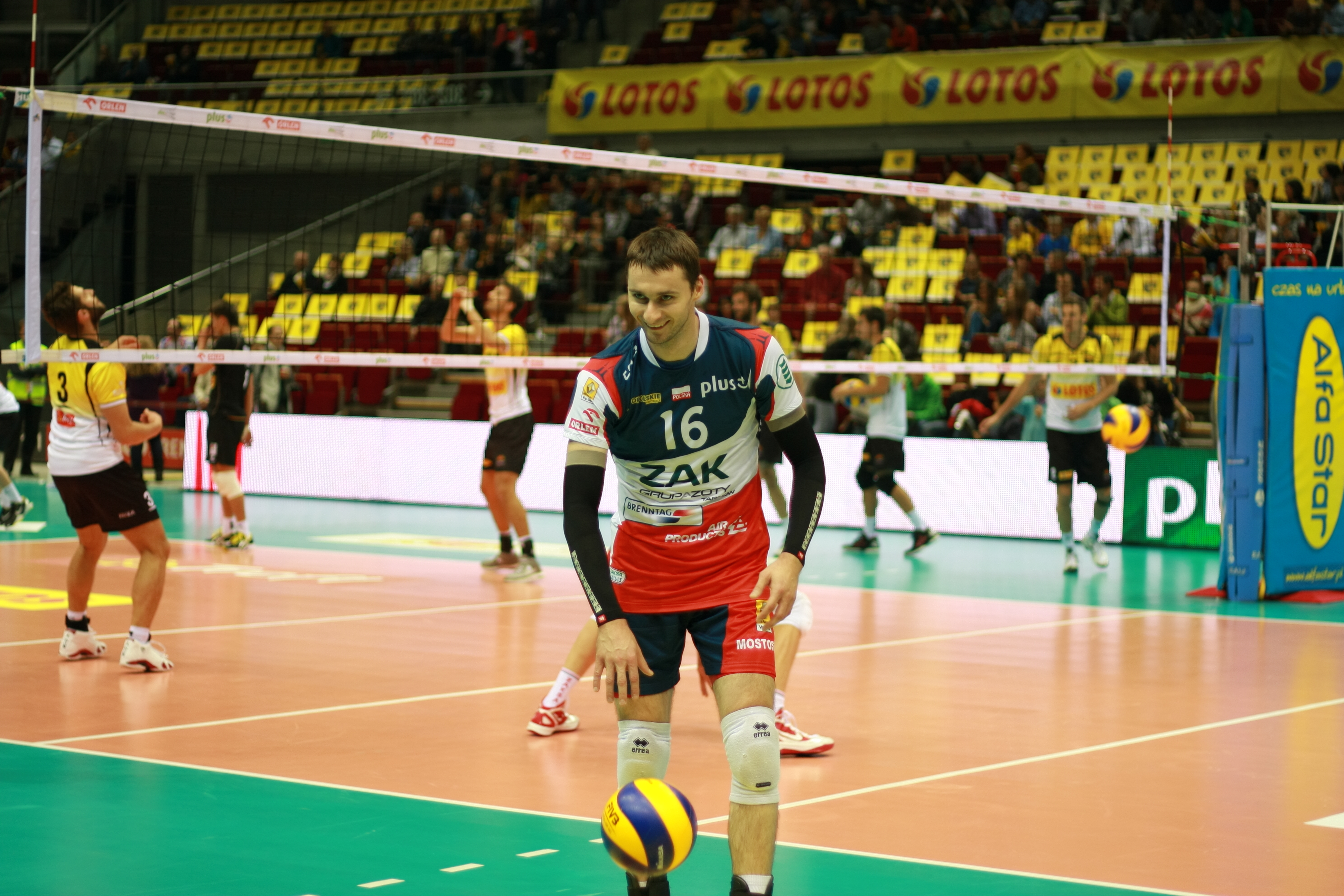
Michał Ruciak zawodnikiem ZAKSY Kędzierzyn-Koźle w sezonie 2012/2013

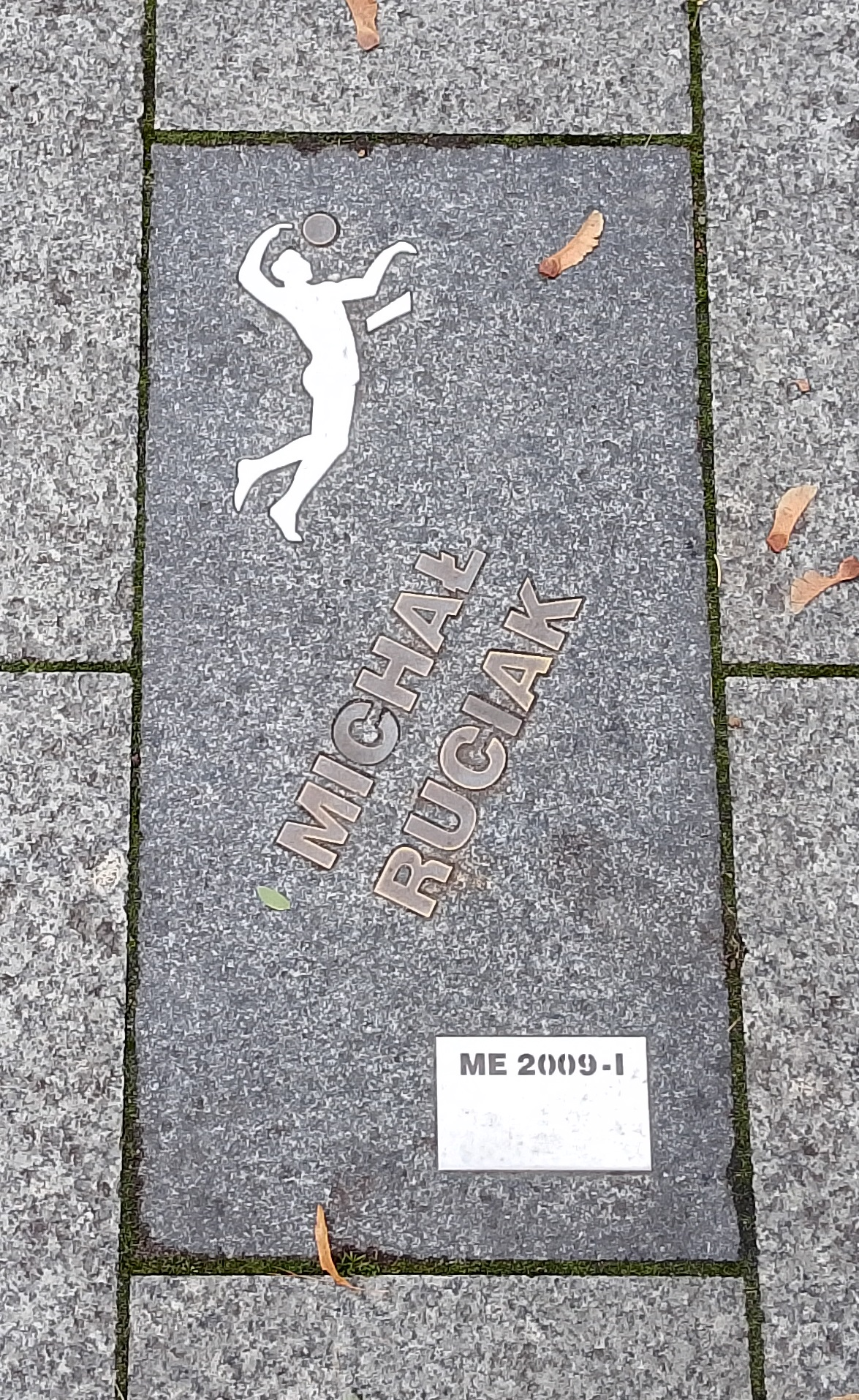
Tablica w Siatkarskiej Alei Gwiazd w Bełchatowie

Michał Zygmunt Ruciak (ur. 22 sierpnia 1983 w Świnoujściu) – polski siatkarz, reprezentant Polski, grający na pozycji przyjmującego i libero. 
Ma żonę o imieniu Paulina i dzieci Leona i Oliwiera.
W 2004 debiutował w reprezentacji Polski podczas Ligi Światowej; wcześniej bronił barw narodowych w kadrze juniorów, wraz z drużyną trenera Grzegorza Rysia zdobył mistrzostwo świata juniorów na turnieju w Iranie w 2003. Był w kadrze walczącej o awans na igrzyska olimpijskie w Atenach w 2004, znalazł się również w szerokiej kadrze narodowej przed mistrzostwami Europy 2005; w obu turniejach nie występował. W sierpniu
2005 wraz z kadrą „B” dotarł do ćwierćfinału uniwersjady w Izmirze. W marcu 2009 otrzymał powołanie na Ligę Światową od Daniela Castellaniego. W tym samym roku wraz z reprezentacją Polski zdobył złoty medal mistrzostw Europy. W 2010 roku zagrał w Lidze Światowej oraz w mistrzostwach świata. W kolejnym roku (2011) stanął wraz z reprezentacją na najniższym stopniu podium Ligi Światowej oraz mistrzostw Europy, a także zdobył srebrny medal w rozgrywkach Pucharu Świata w Japonii, tym samym przyczynił się do wywalczenia kwalifikacji olimpijskiej.
W sezonie 2013/2014 i 2014/2015 pełnił rolę kapitana drużyny ZAKSA Kędzierzyn-Koźle. Po ukończonym sezonie 2021/2022 postanowił zakończyć siatkarską karierę. W sezonie 2022/2023 był menadżerem drużyny Grupy Azoty ZAKSA Kędzierzyn-Koźle, a tę samą funkcję pełnił w sezonie 2023/2024 w drużynie Enea Czarni Radom. Od sezonu 2024/2025 jest dyrektorem sportowym klubu CHKS Chełm.

## Sukcesy klubowe
| Klub                   | Osiągnięcie           | Trofeum        | Sezon                                     |
| ---------------------- | --------------------- | -------------- | ----------------------------------------- |
| Skra Bełchatów         | Puchar Polski         | srebro         | 2003/2004                                 |
| AZS Olsztyn            | Polska Liga Siatkówki | srebro · brąz  | 2004/2005 2005/2006, 2006/2007, 2007/2008 |
| ZAKSA Kędzierzyn-Koźle | Puchar Polski         | złoto · srebro | 2012/2013, 2013/2014 2010/2011            |
| ZAKSA Kędzierzyn-Koźle | Puchar CEV            | srebro         | 2010/2011                                 |
| ZAKSA Kędzierzyn-Koźle | PlusLiga              | srebro · brąz  | 2010/2011, 2012/2013 2011/2012            |

## Sukcesy reprezentacyjne
Mistrzostwa Europy Kadetów:
- 2001

Mistrzostwa Świata Juniorów:
- 2003

Mistrzostwa Europy:
- 2009
- 2011

Liga Światowa:
- 2012
- 2011

Puchar Świata:
- 2011

## Nagrody indywidualne
- 2014: Najlepszy przyjmujący turnieju finałowego Pucharu Polski

## Odznaczenia
14 września 2009 za wybitne osiągnięcia sportowe, Prezydent RP Lech Kaczyński nadał mu Krzyż Kawalerski Orderu Odrodzenia Polski. Dekoracji w imieniu prezydenta dokonał dzień później Premier RP Donald Tusk.